# Comuna Băneasa, Constanța
Băneasa (în trecut Parachioi, în turcă Paraköy) este o comună în județul Constanța, Dobrogea, România, formată din satele Băneasa (reședința), Făurei, Negureni și Tudor Vladimirescu. În 2004 a devenit oraș, odată cu intrarea în vigoare a Legii nr. 83/2004, însă a fost retrogradat la rangul de comună prin Legea nr. 37/2019. Fostele sate Cărpiniș (în trecut Ghiuvegea) și Valea Țapului (în turcă Teke-Deresi) sunt incluse în componența localității Băneasa din anul 1968 când satul Cărpiniș a fost unit cu satul Băneasa în urma reformei administrative, respectiv 1977 când satul Valea Țapului a fost desființat prin decret prezidențial. Langă comună exista mai multe formatiuni geografice precum și o carieră de piatra ,canaraua fetii ,mănăstiri precum Sf Andrei,Sf Gherman ,Sf Ioan Botezatorul ,Dervent, cetatea Pe Cuiu lu Soare și Dunărea la 10 km de Comuna.

## Geografie
Comuna Băneasa este situată în partea de sud-vest a județului Constanța în zona de podiș a platformei Dobrogei dunărene, având o suprafață de 10.970 ha.
Se află la 93 km distanță de municipiul Constanța și la 50 km de Medgidia, orașul cel mai apropiat.
Comuna Băneasa are următoarele delimitări teritoriale:
- la Nord - comuna Oltina și satul Răzoarele;
- la Est - comuna Ion Corvin, comuna Dobromir;
- la Sud - obștina Silistra (Bulgaria);
- la Vest - comuna Lipnița (România) și obștina Silistra (Bulgaria).

Comuna Băneasa are arondate patru sate. Satul de reședință este amplasat la o distanță de: 6 km spre V de satul Negureni, 3 km spre S de satul Răzoarele, comuna Oltina, 2 km spre N de satul Făurei 9 km spre N-V de Dobromir, 11 km spre E de Lipnița și 3 km la E de granița cu Bulgaria. Are o suprafață a intravilanului de 204 ha. Celelalte trei sate componente sunt: Negureni, Făurei, Tudor Vladimirescu.

## Demografie
Componența etnică a comunei Băneasa
     Români (60,05%)
     Turci (25,25%)
     Alte etnii (1,17%)
     Necunoscută (13,54%)
Componența confesională a comunei Băneasa
     Ortodocși (60,09%)
     Musulmani (25,21%)
     Alte religii (0,37%)
     Necunoscută (14,34%)
Conform recensământului efectuat în 2021, populația comunei Băneasa se ridică la 4.883 de locuitori, în scădere față de recensământul anterior din 2011, când fuseseră înregistrați 5.384 de locuitori. Majoritatea locuitorilor sunt români (60,05%), cu o minoritate de turci (25,25%), iar pentru 13,54% nu se cunoaște apartenența etnică. Din punct de vedere confesional, majoritatea locuitorilor sunt ortodocși (60,09%), cu o minoritate de musulmani (25,21%), iar pentru 14,34% nu se cunoaște apartenența confesională.

## Politică și administrație
Comuna Băneasa este administrată de un primar și un consiliu local compus din 15 consilieri. Primarul, Eleonor Blagan[*], de la Partidul Național Liberal, este în funcție din 1 noiembrie 2024. Începând cu alegerile locale din 2024, consiliul local are următoarea componență pe partide politice:
|  | Partid                          | Consilieri | Componența Consiliului | Componența Consiliului | Componența Consiliului | Componența Consiliului | Componența Consiliului | Componența Consiliului | Componența Consiliului | Componența Consiliului | Componența Consiliului |
|  | ------------------------------- | ---------- | ---------------------- | ---------------------- | ---------------------- | ---------------------- | ---------------------- | ---------------------- | ---------------------- | ---------------------- | ---------------------- |
|  | Partidul Național Liberal       | 9          |                        |                        |                        |                        |                        |                        |                        |                        |                        |
|  | Partidul Social Democrat        | 5          |                        |                        |                        |                        |                        |                        |                        |                        |                        |
|  | Alianța pentru Unirea Românilor | 1          |                        |                        |                        |                        |                        |                        |                        |                        |                        |

## Vezi și
- Băneasa - Canaraua Fetei (arie de protecție specială avifaunistică inclusă în rețeaua europeană Natura 2000 în România).
- Pădurea și Valea Canaraua Fetii - Iortmac (sit de importanță comunitară)